# Aizecourt-le-Bas
Aizecourt-le-Bas – miejscowość i gmina we Francji, w regionie Hauts-de-France, w departamencie Somma.
Według danych na rok 2011 gminę zamieszkiwało 59 osób, a gęstość zaludnienia wynosiła 17 osób/km² (wśród 2293 gmin Pikardii Aizecourt-le-Bas plasuje się na 941. miejscu pod względem liczby ludności, natomiast pod względem powierzchni na miejscu 1013.).